# Orain
Orain település Franciaországban, Côte-d’Or megyében. Lakosainak száma 89 fő (2022. január 1.). Orain Percey-le-Grand, Saint-Maurice-sur-Vingeanne, Montigny-Mornay-Villeneuve-sur-Vingeanne és Champlitte községekkel határos.

## Népesség
A település népességének változása:
| Lakosok száma | 151  | 122  | 101  | 99   | 108  | 101  | 94   | 88   | 86   | 89   |
|               | 1968 | 1982 | 1990 | 2006 | 2013 | 2015 | 2017 | 2019 | 2020 | 2022 |